# Dolores Ibárruri
Isidora Dolores Ibárruri Gómez (Gallarta, Vizcaya, 1895. december 9. – Madrid, 1989. november 12.) baszk nemzetiségű spanyol kommunista újságíró, politikus, a Spanyol Kommunista Párt főtitkára.

## Fiatalkora
Apja baszk bányász, anyja kasztíliai parasztlány. Szülei szegények és nagyon vallásosak voltak, ezért fiatal korában apácának készült, azonban 20 évesen feleségül ment Julián Ruiz Gabiña szakszervezeti aktivista bányászhoz.

## Mozgalmi tevékenysége
A szociáldemokrata pártba 1917-ben lépett be, és férjével együtt részt vett a sztrájkokban. 1918-tól La Pasionaria írói álnevén írt a pártújságba. Tevékenységért többször bebörtönözték. 1936-ban a spanyol néppárt képviselője lett  1921-ben alapító tagja, 1942-től 1960-ig főtitkára a spanyol kommunista pártnak. Azután a párt lapjában publikált.
A spanyol polgárháború alatt az ellenállás jelképévé vált. A második világháború alatt fia elesett Sztálingrádnál

## Magyarul megjelent művei
- Számot adnak majd! Dolores Ibarruri üzenete a Demokrata Nők Világszövetségének 2. kongresszusához; Romániai Demokrata Nők Szövetsége, Kolozsvár, 1949
- A békéért, demokráciáért, Spanyolország függetlenségéért; ford. Bajomi Lázár Endre; Szikra, Bp., 1952 (Nemzetközi kérdések)
- Az egyetlen út; ford. Fazekas Erzsébet; Kossuth, Bp., 1964 ISBN 9632705343